# The Black
The Black è il quarto album in studio del gruppo musicale britannico Asking Alexandria, pubblicato il 25 marzo 2016 dalla Sumerian Records.

## Descrizione
Si tratta dell'unica pubblicazione del gruppo incisa con il cantante Denis Stoff, il quale è stato subito coinvolto nel processo di scrittura dal chitarrista Ben Bruce, che ha spiegato la differenza tra lavorare con Stoff stesso e con il precedente frontman Danny Worsnop:

## Promozione
Ancor prima dell'annuncio dell'album, il 27 maggio 2015 gli Asking Alexandria hanno presentato il singolo I Won't Give In, rivelando Stoff come nuovo cantante nello stesso giorno; un video musicale è stato in seguito diffuso il 23 settembre dello stesso anno e mostra una selezione di filmati tratti dalla tournée tenuta dal gruppo tra la primavera e l'estate. Il 25 settembre è stata la volta di un secondo singolo, Undivided, distribuito digitalmente.
Nel mese di dicembre 2015 il gruppo ha annunciato il titolo dell'album e le relative copertina e data di uscita, quest'ultima fissata al marzo dell'anno seguente. In anticipazione alla sua pubblicazione sono stati resi disponibili su YouTube i video per l'omonimo The Black e Let It Sleep, rispettivamente il 1º febbraio e il 4 marzo 2016, oltre all'audio della versione Rock Mix di Here I Am, diffusa il 12 marzo; Here I Am è stato in seguito pubblicato come terzo singolo del disco, oltre ad aver ricevuto un video musicale il 25 maggio.

## Tracce
1. Let It Sleep – 4:00
2. The Black – 4:41
3. I Won't Give In – 3:51
4. Sometimes It Ends – 4:45
5. The Lost Souls – 4:05
6. Just a Slave to Rock N' Roll – 3:25
7. Send Me Home – 4:18
8. We'll Be OK – 3:57
9. Here I Am – 4:19
10. Gone – 3:17
11. Undivided – 3:35
12. Circled by the Wolves – 3:29

## Formazione
Gruppo
- Denis Stoff – voce
- Ben Bruce – chitarra solista, voce
- Cameron Liddell – chitarra
- Sam Bettley – basso
- James Cassells – batteria

Altri musicisti
- Joey Sturgis – pianoforte, sintetizzatore, orchestra, coro, programmazione, foley e sound design (eccetto traccia 5)
- Aleksandar Dimitrijević – orchestra (traccia 5)

Produzione
- Joey Sturgis – produzione, ingegneria del suono, missaggio, mastering
- Chuck Alkazian – registrazione e ingegneria parti di batteria
- Josh Karpowicz – assistenza tecnica parti di batteria
- Sam Graves – montaggio parti di batteria, ingegneria e montaggio parti di chitarra e basso, ingegneria parti vocali
- Joe Graves – ingegneria parti vocali, registrazione e ingegneria del suono (traccia 10)
- Nick Matzkows – ingegneria parti vocali

## Classifiche

### Classifiche settimanali
| Classifica (2016)          | Posizione massima |
| -------------------------- | ----------------- |
| Australia                  | 4                 |
| Austria                    | 15                |
| Belgio (Fiandre)           | 79                |
| Canada                     | 14                |
| Finlandia                  | 38                |
| Germania                   | 23                |
| Nuova Zelanda              | 13                |
| Regno Unito                | 15                |
| Regno Unito (rock & metal) | 1                 |
| Stati Uniti                | 9                 |
| Stati Uniti (hard rock)    | 1                 |
| Stati Uniti (independent)  | 1                 |
| Stati Uniti (rock)         | 2                 |
| Svizzera                   | 24                |

### Classifiche di fine anno
| Classifica (2016)  | Posizione |
| ------------------ | --------- |
| Stati Uniti (rock) | 70        |